# Nicolae Marius Dică
Nicolae Marius Dică (Piteşti, 9 de maio de 1980) é um ex-futebolista romeno que atuava como meio campista e as vezes segundo atacante. Seu ultimo clube foi o Viitorul Constanța.
Nicolae teve boa parte da carreira em times da Romenia, entre eles CFR Cluj, Steaua București,   FC Argeş Piteşti, Clubul Sportiv Mioveni e Viitorul Constanța.
Pela seleção romena participou da Eurocopa de 2008.